# 人類冠狀病毒NL63
人類冠狀病毒NL63（Human coronavirus NL63、HCoV-NL63）是甲型冠狀病毒屬的一種病毒，於2004年由荷蘭研究人員發表，與同屬的人類冠狀病毒229E以及乙型冠狀病毒屬的人類冠狀病毒OC43和人類冠狀病毒HKU1同為能造成普通感冒的四種冠狀病毒。NL63病毒與严重急性呼吸道综合征冠状病毒（SARS-CoV）、嚴重急性呼吸道症候群冠狀病毒2型（SARS-CoV-2）一樣使用血管紧张素转化酶2（ACE2）為受體感染細胞。研究顯示此病毒可能是由非洲波斯葉鼻蝠屬蝙蝠中的相關病毒演化而來。
NL63病毒的感染大多僅造成輕微的上呼吸道症狀，但也有少數情況會造成細支氣管炎等較嚴重的下呼吸道感染。此病毒可能與其他病毒共同感染而使症狀加重。

## 發現
2003年，荷蘭阿姆斯特丹一名七個月大的病童發生呼吸道感染，其症狀包括鼻炎、結膜炎與發燒，且胸部X光顯示他有細支氣管炎，但其鼻咽抽出液對所有當時已知的呼吸道病毒檢驗均為陰性，研究人員隨後使用VIDISCA（Virus Discovery cDNA-AFLP）技術分離鑑定了一種新型冠狀病毒，於2004年發表，即人類冠狀病毒NL63，為繼人類冠狀病毒229E、OC43與SARS之後，第四種感染人類的冠狀病毒。不久之後，荷蘭的另一研究團隊也獨立發表了此病毒，為自1988年一名感染肺炎的八個月大男童體內分離，並將其命名為HCoV-NL。

## 基因組
人類冠狀病毒NL63為正鏈單股RNA病毒，具有外膜，其基因組長約27000nt，共包含七個開放閱讀框，包括冠狀病毒皆有的複製酶（1a/1b）和刺突蛋白（S）、膜蛋白（M）、外膜蛋白（E）與衣殼蛋白（N）等四種結構蛋白，以及一個輔助蛋白ORF3。此病毒刺突蛋白的N端有一長179個胺基酸的獨特序列，變異性大且不見於其他冠狀病毒中，可能與逃逸免疫系統的攻擊有關。ORF3則編碼一N端具醣基修飾、長225個胺基酸的蛋白質，其序列與一些同屬病毒的輔助蛋白相似，可能作為一種結構蛋白組裝到病毒中，並可能與病毒出芽離開宿主細胞有關。
冠狀病毒均是以刺突蛋白結合宿主細胞表面的受體造成感染，NL63病毒使用的受體與SARS-CoV和SARS-CoV-2同為血管紧张素转化酶2（ACE2），但除刺突蛋白和ACE2的結合外，有實驗結果顯示NL63病毒的膜蛋白可和宿主細胞表面的醣蛋白硫酸肝素蛋白多醣（HSPG）結合，但仍須有刺突蛋白才能成功感染。

## 演化
早期有研究指人類冠狀病毒NL63與229E病毒序列的相似度為65%，與豬流行性腹瀉病毒（PEDV）的相似度為61%，但其膜蛋白（M）基因3端的部分序列與PEDV較為相似，顯示NL63病毒演化的早期可能與PEDV病毒在該區域發生了重組。分子鐘分析顯示NL63病毒與229E病毒在距今約1000年前從共同祖先分支，隨後NL63病毒又漸分成兩大演化支，但兩演化支間又因感染同一宿主而多次發生重組。不過2009年，有研究發現蹄蝠屬蝙蝠中的冠狀病毒與229E病毒的親緣關係，比後者與NL63病毒的關係更為接近，兩者可能在距今約200多年前才由共同祖先分支；2010年有研究人員在美國三色蝠體內發現了一種新型冠狀病毒Appalachian Ridge CoV（ARCoV.2），此病毒與人類冠狀病毒NL63親緣關係接近，分子鐘分析顯示兩病毒可能在距今563—822年前由共同祖先分支，NL63病毒並可在三色蝠肺細胞株中複製增殖。這些研究顯示NL63病毒與229E病毒可能是分別自不同蝙蝠病毒演化而來。
2017年又有研究團隊在肯亞波斯葉鼻蝠屬蝙蝠Triaenops afer體內發現BtKYNL63-9a、BtKYNL63-9b與BtKYNL63-15等三種與NL63病毒關係接近的病毒，合稱NL63樣蝙蝠冠狀病毒，這些病毒株與NL63病毒的關係比ARCoV.2與其的關係更接近。相較於NL63病毒僅編碼ORF3一個輔助蛋白，NL63樣蝙蝠冠狀病毒在基因組的最3端（衣殼蛋白下游）尚有一開放閱讀框ORFx編碼另一輔助蛋白。另外NL63病毒的刺突蛋白基因可能曾與某種229E樣蝙蝠冠狀病毒發生重組，其序列與229樣病毒較為接近，與NL63樣病毒關係較遠。

## 感染
在溫帶國家，人類冠狀病毒NL63的感染在冬季較為流行，但在其他國家則不一定，例如在中國此病毒感染的高峰為春季與夏季。人類冠狀病毒NL63與严重急性呼吸道综合症冠状病毒（SARS病毒）皆使用血管紧张素转化酶2（ACE2）為受體感染細胞，但前者造成的症狀輕微許多，有研究顯示前者的刺突蛋白和ACE2受體的結合力較後者為弱，可能為其症狀輕微的原因之一。NL63病毒的感染症狀與兩種較早發現、亦造成普通感冒的冠狀病毒（人類冠狀病毒229E與人類冠狀病毒OC43）相似，主要感染兒童與慢性病患者，大多僅造成上呼吸道感染，症狀包括咳嗽、流鼻水與發燒等，但有時會造成細支氣管炎等較嚴重的下呼吸道感染。另外有研究認為此病毒可能會在兒童造成哮吼，還有研究認為此病毒與川崎氏病有關，但也有學者持反對立場。
NL63病毒常與其他呼吸道病毒（包括其他冠狀病毒、甲型流感病毒、人類呼吸道合胞病毒、人副流行性感冒病毒與人類偏肺病毒）同時造成感染，同時感染他種病毒的病人通常症狀較為嚴重。有一些研究顯示同時感染多種病毒者體內NL63的病毒量較僅感染NL63者為低，NL63有可能首先造成感染，降低人體的免疫力後使第二種病毒繼發感染，在人體中多種病毒可能互相競爭，且其他病毒引發的先天免疫反應可能也對NL63有抑制效果。